# Sota.Vision
Sota.Vision (произн. со́та вижн), также Sota (произн. со́та), — российское независимое интернет-издание, освещающее общественно-политические события в России и странах ближнего зарубежья. Деятельность издания приобрела резонанс в связи с освещением протестных акций, в том числе в регионах России, за счёт региональной сети корреспондентов. Сотрудники издания регулярно подвергаются преследованию из-за своей профессиональной деятельности. С изданием Sota сотрудничают около 50 журналистов.

## История
История Sota (sota.vision) началась в 2014 году, когда будущий учредитель Александра Агеева, работавшая журналисткой Грани.ру, создала свой YouTube-канал, на котором публиковала ролики с самых важных протестных событий, проходивших в то время в Москве: митинги по Болотному делу, Дело «Ив Роше», еженедельные пикеты в Москве «Движения Солидарность» против политики Путина по отношению к Украине. Помимо этого, проект освещал политические и экологические протесты, репрессии, культуру и другие общественно-значимые темы.
В 2015 году Олегом Еланчиком и Александрой Агеевой был создан сайт Sota.vision. 31 декабря 2015 года была получена официальная регистрация интернет-издания. Олег Еланчик был официально назначен главным редактором издания. Были созданы аккаунты Sota.vision в социальных сетях, пришли корреспонденты из разных регионов России, началось активное освещения важных и резонансных событий, происходящих в России.
В конце 2015 года в России началась активная фаза забастовки дальнобойщиков против системы «Платон». Sota.vision провела большую информационную кампанию — текущие новости по теме, видеорепортажи с митингов и мест стоянок протестующих водителей, эфиры из студий с десятками участников.
В 2016 году Sota.vision в качестве информационного партнёра участвовала в предвыборной кампании в Государственную думу VII созыва сотрудника ФБК Николая Ляскина, выдвигавшегося по 196-му Бабушкинскому округу Москвы от партии ПАРНАС. Позднее, в 2019 году, бывший глава управы района Сокольники Александр Воробьёв потребовал от сетевого издания удалить публикацию видеозаписи с сайта Sota.vision, в которой Воробьёва обвинили в избиении активистов.
12 июня 2017 года, в День России, Sota.vision освещала акции протеста оппозиционно настроенных граждан, проходящие в центре Москвы. Особую популярность приобрёл вирусный ролик «Путиниста проглотил ОМОН», снятый на этой акции Александрой Агеевой, в котором сторонника разгона и задержания митингующих самого задерживают и уносят в автозак.
В 2018—2019 годах основной в публикациях Sota.vision становится тема антимусорных протестов из-за проблем с утилизацией мусорных отходов. Журналисты издания работали повсеместно, где проходили акции протеста. Одним из самых резонансных было противостояние местных активистов против свалки в Шиесе Архангельской области. Ролик «Шиес — ультиматум Путину!!!» набрал миллион просмотров и вывел эту тему на федеральный уровень. Позднее в студии Sota.vision был организован круглый стол «ШИЕС: Последствия эксплуатации полигона для захоронения отходов» с участием заинтересованных сторон и экспертов.
Выборы в Московскую городскую думу 8 сентября 2019 года и связанные с ними нарушения стали причиной массовых протестных акций. Sota.vision вела прямые трансляции со всех митингов, которые проходили каждую субботу с 27 июля по 9 сентября 2019 года, а также освещала все обращения в ЦИК. Выступление в ЦИКе Любови Соболь сразу попало в тренды YouTube и набрало более 1 млн просмотров.
15 октября 2020 года в редакции Sota.Vision был проведён круглый стол на тему того как защищать журналистов. На мероприятии участвовали представители «Профсоюза журналистов и работников СМИ», а также муниципальные депутаты из разных районов Москвы. В результате участники подписали «Соглашения о взаимодействии по защите трудовых и профессиональных прав работников СМИ при исполнении ими журналистской деятельности» и приняли решение создать Рабочую группу для координации совместных действий.
В 2020 году Sota подавала административное исковое заявление на администрацию президента РФ за то, что та отказала СМИ в аккредитации на «прямую линию» президента. В удовлетворении иска Sota отказали. Суд посчитал, что жаловаться на администрацию президента невозможно, поскольку это посягает на конституционный строй и принцип разделения властей. В интервью Владимиру Соловьеву в феврале 2021 года глава МИД РФ Сергей Лавров сослался на международную практику подобных отказов.
17 января 2021 года журналисты Sota.vision вели прямую трансляцию встречи Алексея Навального, прилетевшего из Германии после лечения. Sota публиковала новости с места событий в реальном времени, несмотря на полный запрет на съёмку администрацией аэропорта Внуково.
В ноябре 2021 года главный редактор Sota.Vision Олег Еланчик был признан «иностранным агентом», а в начале февраля аналогичный статус получила Александра Агеева.
Из-за опасений преследования в апреле 2022 года Агеева переехала в Ригу, а команда издания из 40 человек с 300 тысячами подписчиков в социальных сетях продолжила работу в России.
В июне 2022 года редакция Sota.Vision опубликовала заявление о захвате бывшими сотрудниками доступа к медиаресурсам издания. По заявлению редакции, в мае 2022 года один из сотрудников, Алексей Обухов, воспользовавшись переездом редакции и доверенным ему доступом к соцсетям, завладел частью аккаунтов издания, лишив к ним доступа других сотрудников и владелицу.
В заявлении, опубликованном в Telegram-канале, отделившаяся часть команды заявила о «разделении редакции Sota на две» — Sota.Vision и Sotaproject. Позднее представители отделившейся группы объяснили сложившуюся вокруг медиаресурсов ситуацию противоречиями, связанными как «с направлениями развития» (по заявлению группы, бывшие сотрудники Sota ориентируются на «образ классического СМИ»), так и с «новой редакционной структурой» издания.
Такие известные журналисты, как Майкл Наки и Александр Плющев публично назвали произошедшее «рейдерским захватом» и негативно оценивали деятельность Sotaproject. Сама Александра Агеева заявила, что Алексей Обухов, создавший Sotaproject, «присвоил наш телеграм-канал варварским способом».

## Структура издания
Основатель СМИ — Александра Агеева. Главный редактор Sota.vision — Олег Еланчик. Его заместителем является Евгений Доможиров (с 29 октября 2022 года объявлен в розыск в России). Функцию редакции исполняет часть авторского коллектива издания.

## Студийные эфиры
Помимо уличных трансляций и репортажей, Sota вела студийные эфиры, которые проходили в помещении офиса «За права человека» Льва Пономарева в Москве.

## Преследования журналистов
Журналисты Sota систематически подвергаются преследованиям со стороны российских властей. Корреспондентов регулярно задерживают, штрафуют и арестовывают.
В 2017 году сотрудники издания Sota.Vision Александра Агеева и Сергей Айнбиндер были задержаны полицией во время подготовки репортажа у здания Конституционного суда в Санкт-Петербурге.
С 16 по 18 января 2021 года за редактором Анастасией Кашкиной, находившейся в командировке в Кемеровской области, шла слежка. В течение трех дней Кашкина замечала подозрительных людей, а затем в конференц-зал отеля, где журналистка планировала проводить интервью, пришли сотрудники ФСБ. В тот же день в местном анонимном телеграм-канале, предположительно, относящемся к силовым структурам, вышла «компрометирующая» статья. В ней присутствовали слова, сказанные Кашкиной дома у журналистки издания «Новости Киселевска» Натальи Зубковой. Кашкина была вынуждена экстренно покинуть регион.
24 января 2021 года сотрудники «Центра „Э“» во время съёмки акции активиста Павла Крисевича на Арбате разбили объектив фотожурналистке издания Виктории Арефьевой. После этого девушку неоднократно задерживали при выполнении редакционного задания, в том числе, 6 марта 2022 года и 9 мая 2022 года. 2 апреля 2022 года во время съёмки антивоенной акции в Санкт-Петербурге на Викторию напал начальник военного патруля Евгений Демихов и разбил ей мобильный телефон. В возбуждении уголовного дела журналистке отказали.
11 июня 2021 года на Красной площади во время выполнения редакционного задания была задержана фотожурналистка издания Ника Самусик. Её сделали подозреваемой по уголовному делу о хулиганстве в отношении акциониста Павла Крисевича — на акции возле стен Кремля Самусик присутствовала как фотограф. Двое суток девушка провела в изоляторе временного содержания МВД на Петровке (Москва), позднее была отпущена. Через некоторое время с неё сняли статус подозреваемой, однако изъятую при задержании технику так и не вернули. В 2022 году журналистку многократно задерживали при съёмке митингов и пикетов в Санкт-Петербурге.
В июле 2021 года Анастасии Кашкиной пришлось эмигрировать из страны под угрозой убийством героями материала «Однажды в Дагестане», в котором она раскрыла личности тех, кто, вероятно, причастен к покушению на убийство бизнесмена Сураката Лабазанова. Кашкиной поступали угрозы, а затем за её домом была установлена слежка.
11 февраля 2022 года Александра Агеева была включена в список СМИ — «иностранных агентов».
18 марта 2022 года возле своего дома был задержан фотокорреспондент издания Руслан Терехов, который планировал поехать снимать репортаж о концерте в честь аннексии Крыма с участием президента РФ Владимира Путина на стадионе «Лужники». Позднее на фотографа был составлен административный протокол по статье о «неповиновении законному требованию сотрудников полиции» (19.3 КоАП РФ), а Бутырский районный суд арестовал его на 10 суток. Ранее, в июле 2021 года, журналист сообщал о слежке. По его словам, сотрудница Центра по противодействию экстремизму вела за ним наблюдение, преследуя его во время поездки на метро.
Аналогичным образом перед концертом на стадионе «Лужники» был задержан фотожурналист издания Павел Иванов. Черёмушкинский районный суд Москвы арестовал Иванова на трое суток по статье о «неповиновении законному требованию сотрудников полиции» (19.3 КоАП РФ).
23 марта 2022 года силовики в Архангельске провели обыск по двум адресам у редактора издания Дарьи Порядиной и журналиста Александра Пескова. Формально обыск был связан с делом против Алексея Навального, но во время следственных действий сотрудники правоохранительных органов изымали рабочую технику, пресс-карты и редакционные задания. После давления на допросе Александр и Дарья уехали из страны. Через три месяца Дарью отчислили из университета, где она училась на последнем курсе по направлению «Журналистика».
30 мая 2022 года в Санкт-Петербурге возле своего дома был избит неизвестными журналист Sota Пётр Иванов. В результате избиения у Петра был диагностирован перелом носа. Несмотря на то, что кадры с камер видеонаблюдения были опубликованы в СМИ уже на следующий день, нападавшие до сих пор не найдены. 12 июня 2022 года Петра задержали в Москве по камерам видеонаблюдения — спустя несколько часов журналист был отпущен из полиции без протокола и объяснений. Также Петра задерживали 6 марта 2022 года на съёмках антивоенной акции в Санкт-Петербурге. После трёх часов в полиции журналиста отпустили без протокола.
1 июля 2022 года фотографа Sota Василия Ворону отчислили из РГУ нефти и газа имени И. М. Губкина. В университете это обосновали тем, что 6 марта 2022 года Василий был задержан на митинге, куда был отправлен редакцией для съёмки фоторепортажа. Полиция и суд не приняли во внимание наличие у журналиста ни пресс-карты, ни редакционного задания, ни специального жилета с надписью «Пресса». В дальнейшем Василия оштрафовали по статье КоАП за участие в несогласованном мероприятии. На момент отчисления решение о штрафе в законную силу не вступило.
17 августа 2022 года Викторию Арефьеву оштрафовали на 30 тысяч рублей по административной статье о «дискредитации ВС РФ» (20.3.3 КоАП РФ) за съёмку антивоенной акции в Пугаревском карьере.
21 сентября 2022 года во время прямого эфира с улиц Москвы с протестной акции против мобилизации задержали корреспондента Sota.vision Артема Кригера. Полицейские отвели журналиста в автозак без объяснения причин. У Кригера были при себе и редакционное задание, и пресс-карта, и жилет с надписью «ПРЕССА». В итоге Артема арестовали на 8 суток и вручили повестку в армию. Позднее решением Росфинмониторинга Артёма Кригера внесли в реестр террористов и экстремистов.
В этот же день 21 сентября 2022 года был задержан и избит журналист Sota.vision в Воронеже Фёдор Орлов, а 22 сентября был задержан журналист Sota.vision в Хабаровске Борис Жирнов.
24 сентября 2022 года у Виктории прошёл обыск по статье о «телефонном терроризме» (207 УК РФ). Журналистка проходит по делу в статусе свидетеля, на обыске у неё изъяли мобильный телефон и ноутбук. Девушка провела в изоляторе временного содержания (ИВС) 48 часов.
Вечером 24 ноября 2022 года корреспондентку Ксению Тамурку задержали с остальными посетителями вечера солидарности с арестантами «тюменского дела». Мероприятие проходило в московском активистском коворкинге «Открытое пространство». Журналистку избили, когда она отказалась показывать людям с закрытыми лицами свой телефон. Затем, она несколько часов отстаивала свои права перед сотрудниками полиции. Ксения Тамурка не смогла получить медицинское заключение в травмпункте. По словам врача, это была производственная травма, потому что Тамурка в этот момент находилась при исполнении своих профессиональных обязанностей.
В июне 2023 года издание Sota.Vision объявлено в России «иностранным агентом».
В марте 2024 года была арестована журналистка издания Антонина Фаворская (Кравцова) по обвинению в «участии в экстремистской организации» (ч. 2 ст. 282.1 УК РФ) в связи с тем, что она занималась сбором материалов, изготовлением и монтажом видеороликов и публикаций для Фонда борьбы с коррупцией. Антонина стала журналисткой, которая присутствовала на вынесении приговора Зареме Мусаевой, и репортёром, бывавшим у всех последних судов Алексея Навального. Фаворская посещала посёлок Харп, где отбывал заключение Алексей Навальный и также сняла последнее видео, где Навальный ещё жив. 29 марта Фаворскую отправили в московское СИЗО «Печатники» на два месяца. Во время конвоирования из зала суда Фаворская сказала, что её судят из-за её статьи про то, что ФСИН пытала Навального. 15 мая 2024 года правозащитная организация «Мемориал» признала Антонину Фаворскую политзаключённой, политзаключенными по делу о сотрудничестве с ФБК также были признаны журналисты Константин Габов, Сергей Карелин, Ольга Комлева. 21 мая Басманный районный суд Москвы продлил арест Фаворской до 3 августа. В дальнейшем стало известно, что Фаворскую поставили в СИЗО на учёт как склонную к экстремизму. 5 июня адвокат журналистки Федор Сироша был отстранен от её защиты. Поводом для отстранения адвоката стала история его участия в допросе по делу ФБК в 2019 году, что по мнению следствия является конфликтом интересов. 24 июня Московский городской суд рассмотрел апелляцию касательно продления ареста Антонины Фаворской и оставил журналистку в СИЗО. 16 августа 2024 года Фаворскую внесли в реестр «экстремистов и террористов» Росфинмониторинга. 1 февраля 2025 года стало известно, что «Альфа-банк» заблокировал счёт группы поддержки Фаворской, на который собирали пожертвования для оплаты работы адвокатов. 17 марта 2025 года Антонина Фаворская в письме из СИЗО сообщила, что её обвиняют в том, что она помогла организовать похороны Алексея Навального. 15 апреля 2025 года Антонину Фаворскую, Артема Кригера, Константина Габова и Сергея Карелина приговорили к пяти с половиной годам колонии.
18 июня 2024 года был арестован журналист Sota.Vision Артем Кригер по делу ФБК. Его обвинили в том, что он сотрудничал с ФБК, на журналиста завели уголовное дело по статье 282.1 ч. 2. и заключили под стражу на два месяца. 27 июня 2024 года Кригера внесли в реестр «экстремистов и террористов» Росфинмониторинга.
24 июня 2024 года стало известно о задержании журналиста SotaVision Тимофея Илюшина в Приднестровской Молдавской Республике. По словам Илюшина, приднестровские силовики не применяли к нему физическое насилие, но угрожали изнасиловать дубинкой и отправить на войну против Украины. 28 июня стало известно о том, что журналист был освобождён и покинул регион.

## Награды
- В начале 2024 года журналистка Антонина Фаворская (Кравцова) получила награду «За мужество и верность профессии»[97]. Об этом говорится на сайте профессиональной премии «Редколлегии»[98].

- По итогам 2024 года издание Sota.vision стало номинантом ежегодной престижной премии, учреждённой организацией Reporters Without Bordres («Репортёры без границ»). На сайте этого объединения сказано, что «Sota.vision — одно из последних независимых медиа в России, чьи молодые журналисты продолжают работать в сложнейших условиях, освещая протесты, судебные процессы и случаи репрессий. Их каналы в Telegram и YouTube стал важнейшим источником информации для множества людей, в том числе для тех, кто оказался в эмиграции». В номинации «За влияние» издание Sota.vision оказалось единственным российским медиа[99].